# 進化論
進化論（しんかろん、英: theory of evolution）とは、生物が進化したものだとする提唱、または進化に関する様々な研究や議論のことである。
生物は不変のものではなく長期間かけて次第に変化してきた、という学説に基づいて、現在見られる様々な生物は全てその過程のなかで生まれてきたとする説明や理論群である。進化が起こっているということを認める判断と、進化のメカニズムを説明する理論という2つの意味がある。なお、生物学における「進化」は純粋に「変化」を意味するものであって「進歩」を意味せず、価値判断について中立的である。
進化は実証の難しい現象であるが（現代では）生物学のあらゆる分野から進化を裏付ける証拠が提出されている（詳細は、進化の項目も参照のこと）。
初期の進化論は、ダーウィンの仮説に見られるように、画期的ではあったが、事実かどうか検証するのに必要な証拠が十分に無いままに主張されていた面もあった。だが、その後の議論の中で進化論は揉まれて改良された。現代的な進化論は単一の理論ではない。それは適応、種分化、遺伝的浮動など進化の様々な現象を説明し予測する多くの理論の総称である。現代の進化理論では、「生物の遺伝的形質が世代を経る中で変化していく現象」だと考えられている。
本項では進化思想、進化理論、進化生物学の歴史、社会や宗教との関わりについて概説する。
なお、生物学において「進化論」の名称は適切ではないため、「進化学」という名称に変更すべきだとの指摘がある。

## 進化論の歴史

### 中世以前の進化思想
古代ギリシアの哲学者アナクシマンドロスは生命は海の中で発展し、のちに地上に移住したと主張した。エンペドクレスは非超自然的な生命の誕生を論じ、後の自然選択に類似した概念を書いている。中国では荘子が進化思想を持っていた。ジョセフ・ニーダムに拠れば、道教ははっきりと種の不変性を否定し、道教の哲学者は生物が異なる環境に応じた異なる特徴を持っていると推測した。彼らは自然に対して、当時の西洋の静的な視点とは対照的に「恒常的な変化」を見いだした。古代ローマの哲学者ルクレティウスはギリシアのエピクロス主義に基づいていかなる超自然的干渉もなしで宇宙、地球、生命、人間とその社会が発展すると論じた。
ローマに受け継がれたギリシアの進化思想はローマ帝国の没落と供に失われたが、イスラムの科学者と哲学者へ影響を与えた。イスラムの学者、哲学者で詳細に進化を推測したのは9世紀のAl-Jahizであった。彼は生物の生存のチャンスと環境の影響を考え、「生存のための努力」を記述した。Ibn Miskawayhは蒸気から水、鉱物、植物、動物、そして類人猿から人へと進む生命の発展の歴史を書いた。イブン・アル・ハイサムは進化論を称賛する本を書いた。他の学者たちアブー・ライハーン・アル・ビールーニー、ナスィールッディーン・トゥースィー、イブン＝ハルドゥーンらも進化思想について議論した。彼らの本はルネサンス以降ラテン語に翻訳されてヨーロッパに持ち込まれた。

### 18世紀-19世紀前半
ルネ・デカルトの機械論は宇宙を機械のようなものと見なす科学革命を促した。しかしゴットフリート・ライプニッツやヨハン・ゴットフリート・ヘルダーのような同時代の進化思想家は進化を基本的に精神的な過程だと見なした。1751年にピエール・ルイ・モーペルテュイはより唯物論的な方向へ傾いた。彼は繁殖と世代交代の間に起きる自然の修正について書いた。これは後の自然選択に近い。18世紀後半のフランスの自然哲学者ビュフォンはいわゆる「種」は原型から分離し環境要因によって際だった特徴を持ったものだと考えた。彼はライオン、ヒョウ、トラ、飼い猫が祖先を共有するかも知れず、200種のほ乳類が38の祖先に由来すると論じた。彼はその祖先は自然発生し、内的要因によって進化の方向が制限されていると考えた。ジェームズ・バーネットは人が環境要因によって霊長類から誕生したのではないかと考えた。チャールズ・ダーウィンの祖父エラズマス・ダーウィンは1796年の著書『ズーノミア』で全ての温血動物は一つの生きた糸に由来すると書いた。1802年にはすべての生物は粘土から発生した有機物に由来すると述べた。また性選択に通じる概念にも言及していた。
ジョルジュ・キュビエは1796年に現生のゾウと化石のゾウの違いを発表した。彼はマストドンとマンモスが現生のいかなる生物とも異なると結論し、絶滅に関する長い議論に終止符を打った。1788年にはジェームズ・ハットンが非常に長い間、連続的に働く漸進的な地質プロセスを詳述した。1811年にはキュビエとアレクサンドル・ブロンニャールはそれぞれパリ周辺の地質について研究を発表し、地球の先史時代研究の先駆けとなった。
1840年代までに地球の膨大な地質学的時間は大まかに明らかになっていた。1841年にジョン・フィリップスは主な動物相に基づいて古生代、中生代、新生代に区分した。このような新たな視点はセジウィックやウィリアム・バックランドのようなイギリスの保守的な地質学者からも受け入れられた。しかしキュビエは生命の発展の歴史を度重なる天変地異による生物相の入れ替えと見て天変地異説を唱えた。さらにその支持者は天変地異に続く新たな創造によると考えた。バックランドのようなイギリスの地質学者の中の自然神学の支持者はキュビエの激変説と聖書の洪水のエピソードをむすびつけようとした。1830年から33年にかけてチャールズ・ライエルは『地質学原理』を著し、激変説の代替理論として斉一説を提唱した。ライエルは実際の地層は天変地異よりも、現在観察されているような穏やかな変化が非常に長い時間積み重なって起きたと考える方が上手く説明できると論じた。ライエルは進化に反対したが、彼の斉一説と膨大な地球の年齢という概念はチャールズ・ダーウィンら以降の進化思想家に強く影響した。

#### ラマルクの進化論

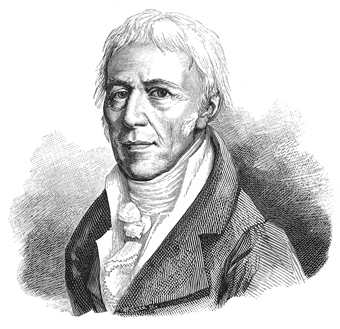
ジャン＝バティスト・ラマルク

ジャン＝バティスト・ラマルクは、最初は生物が進化するという考えを認めていなかったが、無脊椎動物の分類の研究を進めるうち、19世紀になって、生物は何度も物質から自然発生によって生じると考え、著書『動物哲学』で進化の学説を発表した。
ラマルクは進化のしくみについて、使用・不使用によって器官は発達もしくは退化し、そういった獲得形質が遺伝する。従って非常に長い時間を経たならば、それは生物の構造を変化させる、つまり進化すると考えた。ラマルクのこの説を用不用説と呼ぶが、生物にとって適切な形質が進化するという意味では適応説と考えてよい。彼は、進化は常に単純な生物から複雑な生物へと発展していくような、一定の方向をもつ必然的で目的論的な過程だと考えた。複雑な生物は大昔に発生し、単純な生物は最近に発生した途中の段階のもので、やがて複雑な生物に変化していくと考えた。生前彼の唱える進化の機構には賛同が得られなかったが、ダーウィンはパンジェネシスという考えで獲得形質の遺伝を自説に取り込もうとしたし、ネオラマルキストを自称する科学者達は、RNAからDNAの逆転写にその科学的な説明を与えようとすることが知られている。
現在ではその説に否定的な研究者が多いものの、ラマルクの仮説は科学的手続きによって検証される最初の進化論であり、そのことに関して異論をもたれることはない。

#### ラマルク以降の進化論
イギリスの解剖学者ロバート・グラントはラマルクの「生物変移論」学派の影響を受けた。グラントに影響を与えたもう一人、エティエンヌ・ジョフロワ・サンティレールは様々な動物の解剖学的特徴の相同性やボディプランの類似を論じ、これはキュビエとの間に激しい論争を引き起こした。グラントは種の変化と進化についてエラズマス・ダーウィンとラマルクの考えを証明するために海洋生物の解剖学の研究を行い権威となった。ケンブリッジ大学の若い学生であったチャールズ・ダーウィンはグラントに加わって海洋生物の調査を行った。1826年に匿名の記事がラマルクの進化思想を称賛した。このとき初めて現在的な意味で「進化」が使われた。
1844年にスコットランドの出版業者ロバート・チェンバースは匿名で『創造の自然史の痕跡』を出版した。これは幅広い関心と激しい論争を引き起こした。この本は太陽系と地球の生命の進化を提案した。彼は化石記録が人間に繋がる上昇を示しており、他の動物は主流を外れた枝だと論じた。進化が定められた法則の発現であるとする点でグラントのより過激な唯物論より穏やかであったが、人間を他の動物と結び付けたことは多くの保守派を激怒させた。『痕跡』に関する公的な議論は進歩的進化観を含んでおり、これはダーウィンの認識に強く影響した。キュビエは種が不変であると主張し続け、ラマルクとサンティレールを攻撃した。キュビエの主張と科学的地位の高さは「種の不変性」が科学界の主流でありつづける助けとなった。
イギリスでは自然神学が力を持ち続けていた。ウィリアム・ペイリーの時計職人のアナロジーで有名な『自然神学』は一部はエラズマス・ダーウィンの種の変化に対して書かれた。地質学者は自然神学を受け入れており、バックランドやアダム・セジウィックはラマルク、グラント、『痕跡』の進化思想を攻撃した。聖書の地質学を批判したライエルも種は不変であると考えていた。ルイ・アガシーやリチャード・オーウェンのような思想家も種は創造主の心を反映しており不変だと考えていた。彼らは化石記録と同様に、発生パターンの種間の類似性にも気付いていたが、神の行為の一部だと考えていた。オーウェンは相同性の研究から神が創造した「原型」が一連の類似種を生み出すのだと考えた。ダーウィンはオーウェンの相同性の研究を自分の理論の発展に用いた。『痕跡』が引き起こした論争は考えの性急な公表を思いとどまらせた。

### チャールズ・ダーウィンの進化論

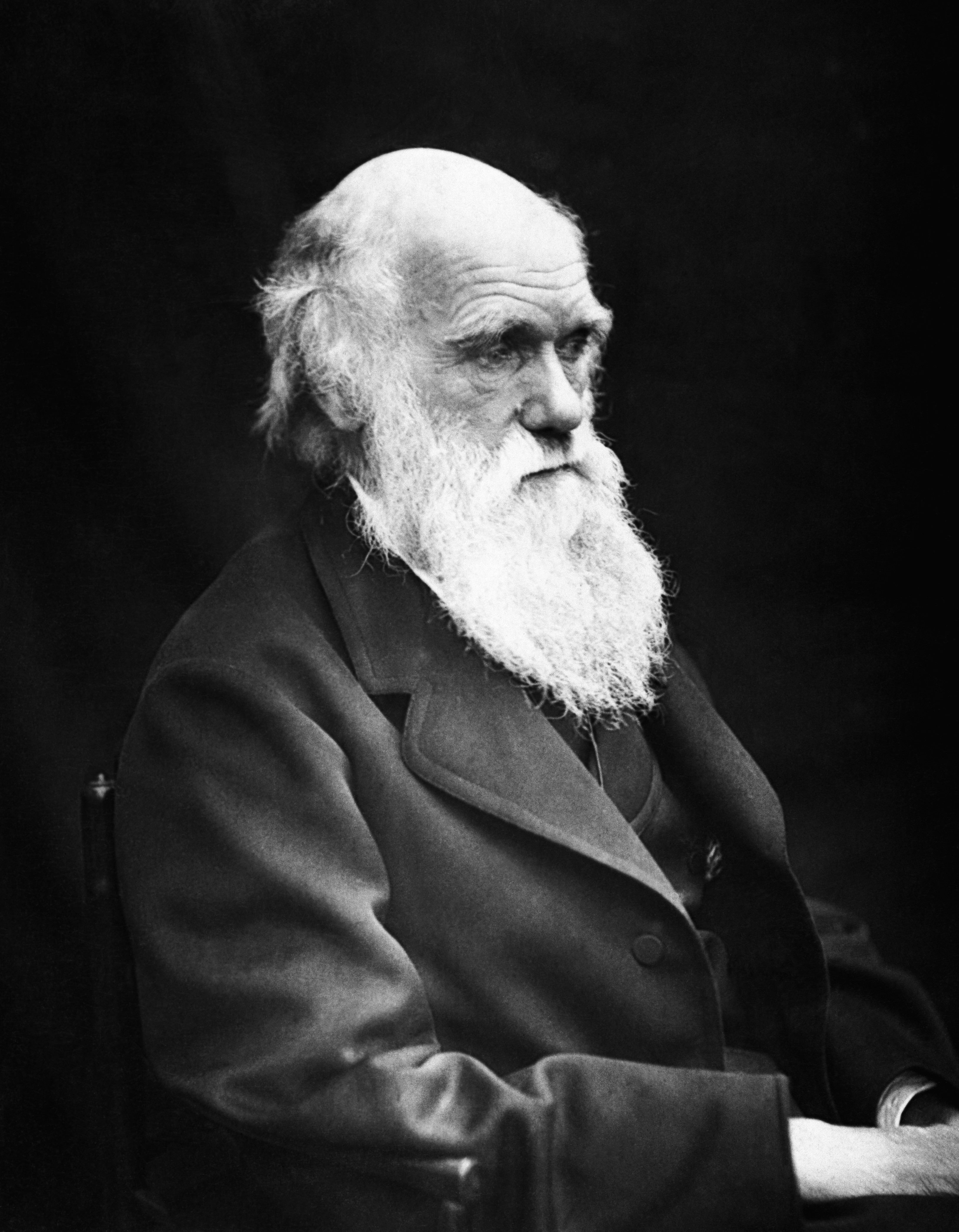
チャールズ・ダーウィン。自然選択による進化の理論を提案した。

チャールズ・ダーウィンは、1831年から1836年にかけてビーグル号で地球一周する航海をおこなった。航海中に各地の動物相や植物相の違いから種の不変性に疑問を感じ、ライエルの『地質学原理』を読んだ。そして地層と同様、動植物にも変化があり、大陸の変化によって新しい生息地が出来、動物がその変化に適応したのではないかと思った。1838年にマルサスの『人口論』を読み自然選択説を思いついたと自伝には書かれている。ハトの品種改良についての研究でさらに考えがまとまっていった。
1858年にアルフレッド・ウォレスがダーウィンに送った手紙に自然選択説と同様の理論が書かれていたことに驚き、自然選択による進化理論を共同で発表したダーウィンはさらに執筆中であった『自然選択』と題された大著の要約をまとめ、1859年11月24日に『種の起源』として出版した。
『種の起源』のなかでは、現在の「進化」を指す用語として、あらかじめ内在的に用意された構造の展開出現を意味する"evolution"ではなく、「変更を伴う由来」（Descent with modification）という語を使っている（evolutionの原義については下の項目を参照のこと）。また自然選択(natural selection)、存在し続けるための努力（struggle for existence、現在では通常生存競争と訳される）、そして後の版ではウォレスの提言を受け入れ自然選択をわかりやすく説明する語としてハーバート・スペンサーの適者生存を使用した（生存競争や適者生存は誤解を招きやすいために近年では用いられない）。これらの要因によって環境に適応した形質を獲得した種が分岐し、多様な種が生じると説明した。
- ダーウィンの説の重要な部分は、自然淘汰（自然選択）説と呼ばれるものである。それは以下のような形で説明される。
  - 生物がもつ性質は、同種であっても個体間に違いがあり、そのうちの一部は親から子に伝えられたものである。
  - 環境収容力は常に生物の繁殖力よりも小さい。そのため、生まれた子のすべてが生存・繁殖することはなく、性質の違いに応じて次世代に子を残す期待値に差が生じる。つまり有利な形質を持ったものがより多くの子を残す。
  - それが保存され蓄積されることによって進化が起こる。
- 生物の地理的分布や、異性間に起きる選択である性選択についても説明した。
- 当時は DNA や遺伝の仕組みについては知られていなかったので、変異の原因や遺伝についてはうまく説明できなかった。ダーウィンの遺伝理論はパンジェネシス（パンゲン説)と呼ばれ、獲得形質の遺伝や当時主流であった融合遺伝を認めていた。また発生と進化を明確に区別していなかった。
- 変異はランダムな物であると考えた。ここで言うランダムとは「規則性が全く無い」と言う意味ではない。ダーウィンは変異について確実なことを述べられるような知識を何も持っていなかった。変異がランダムであるとは、変異それ自体には進化の方向性を決める力が内在しないと言う意味である。
- 進化を進歩とは違うものだと認識し、特定の方向性がない偶然の変異による機械論的なものだとした。
- 「自然は跳躍しない」という言葉で、進化は漸進的であると主張した。これは「進化は一定速度で進む」事を意味しない。文字通り跳躍的な進化を否定するのみである。進化は小さな遺伝的変異の蓄積によって起きる。その結果として、体節数の変化のような大きな形態的変化が起きる可能性はあるが、目や脳などが一世代でできることはない。
- 一つあるいは少数の祖先型生物から全生物が誕生した。そして一つの種が二つに分かれる過程を種分化と呼んだが、種分化のメカニズムに関しては深く追求しなかった。

ダーウィンは、進化の概念を多くの観察例や実験による傍証などの実証的成果によって、進化論を仮説の段階から理論にまで高めたのである。
ウォレスは性選択説を認めず非適応的と思われる形質（例えばクジャクの羽）も自然選択で説明しようと試みたが、これは現在の優良遺伝子説に近い説明であった。またウォレスは人間の高い知性や精神的能力は神のような超自然的存在の干渉によるものだと考えた。

### 自然選択説の代替理論
ダーウィンの進化理論は多くの批判・反論を受けたが、多くの支持も得て次第に影響を広げていった。この影響はその後、自然科学の枠外にまで広がった。しかし進化を駆動する原因として自然選択説の承認は時間がかかった。ジュリアン・ハクスリーはこの時期を「ダーウィンの黄昏」と呼んだ。19世紀後半以降、自然選択説の代替理論として当時有力視された代表的なものは有神論的進化論、ネオラマルキズム、定向進化説、跳躍説である。

#### 有神論的進化論
有神論的進化論は神が生物の進化に介入したと考えた。これはアメリカでダーウィンを強く支持した植物学者エイサ・グレイによって広められた。しかしこの考えは、当時、学問的に非生産的とみなされ、1900年ごろには議論されなくなった。
この考え方は現代のインテリジェント・デザイナー論に受け継がれている。

#### 定向進化説
定向進化説はより完全な方向に向かって直線的に生物が進化するという概念である。この考えも19世紀にはかなりの支持者がおり、アメリカの古生物学者ヘンリー・フェアフィールド・オズボーンがその代表である。定向進化説は特に古生物学者の間で人気があり、彼らは20世紀半ばまで化石記録が段階的で安定した方向性を示していると考えていた。

#### 跳躍説

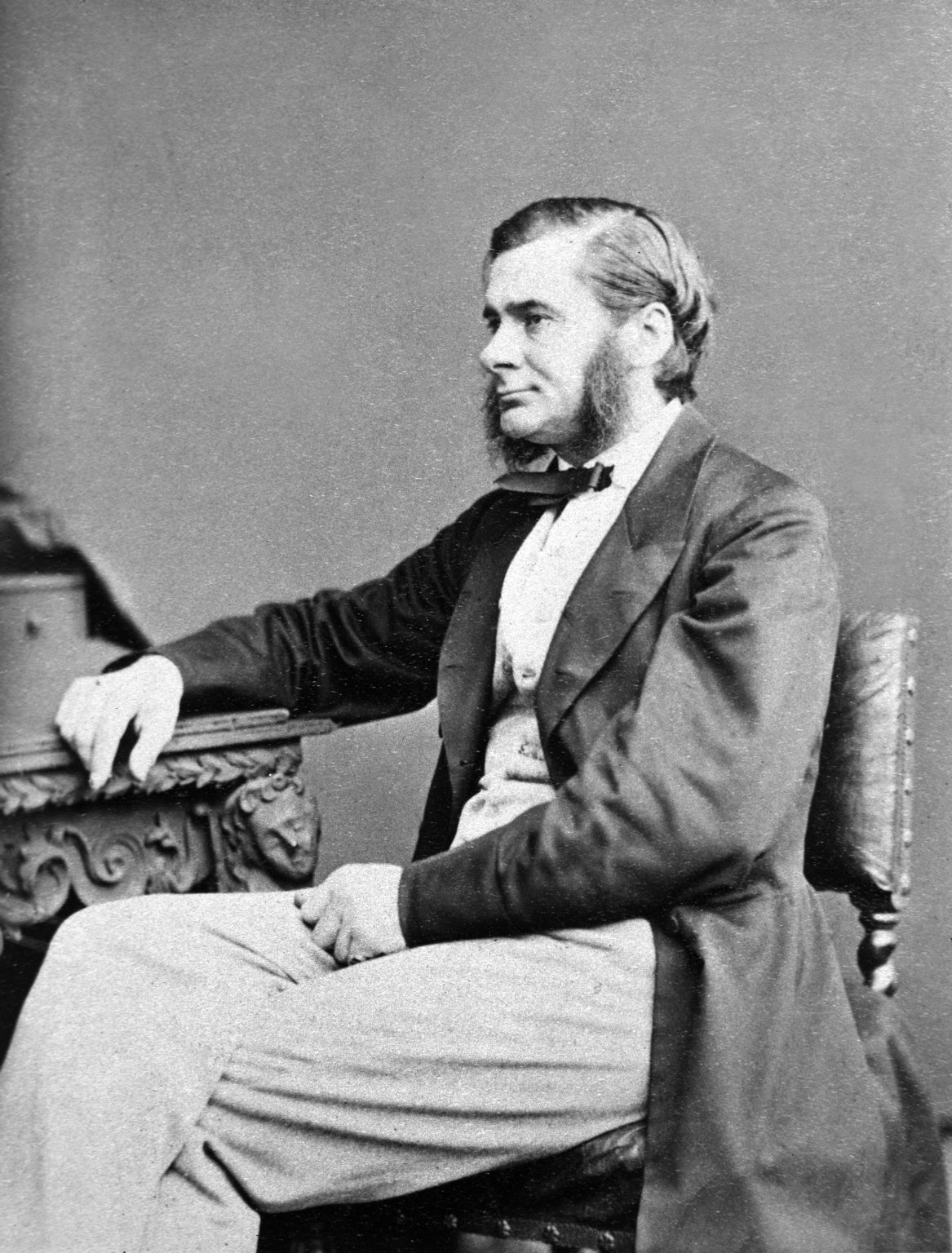
トマス・ハクスリー

跳躍説は新しい種が大きな突然変異の結果として出現するという考えである。ダーウィンの強力な支援者であったトマス・ハクスリーも「自然は飛躍しない」というダーウィンの主張に疑問を呈し、跳躍的な進化を先験的に排除すべきではないと考えた。アーガイル公など当時の進化論の支持者の多くも跳躍説を支持した。ユーゴー・ド・フリース、ウィリアム・ベイトソン、そしてトーマス・ハント・モーガンも経歴の初期には跳躍論者だった。これは突然変異説発見の基盤となった。

### 20世紀

#### 遺伝子の発見と突然変異説
1865年に発表されたメンデルの法則は、当時は重要性が全く理解されなかったが、1900年に再発見されて広い支持を得た。メンデルの遺伝子に関する説では、遺伝子は親の生活とは何の関係もなく全く変化せずに子孫に受け渡されるため、進化を否定する理論と考えられた。
突然変異は、ド・フリースによって発見された。これによって遺伝学からも遺伝子に変化を生じる可能性、つまり進化の可能性が認められた。しかしド・フリースは自然選択とは無関係に突然変異によって新しい種が生じ、生じた種の間に自然選択が起こるという跳躍説の一種である突然変異説を提唱した。
この発見は種内の個体の量的形質とその統計に関心を持っていたピアソン、ウェルドンに代表される生物測定学者と、ド・フリース、ベイトソンに代表される不連続的な変異を重視するメンデル派遺伝学者の間に激しい対立を引き起こした。
T.H.モーガンは突然変異説を確かめようとキイロショウジョウバエで実験を行った。モーガンの研究は染色体説の提唱に繋がると同時に、突然変異が直接に新種を生み出すことはまずないと考えられるようになった。そして個体に遺伝的変化を生じさせ、自然選択が働く遺伝的多様性を増加させる原因であることが判明した。

#### 集団遺伝学と総合説の成立
1930年代に確立された集団遺伝学は、生物測定学とメンデル遺伝学の間の不一致、連続的形質と不連続な遺伝子という問題を一貫して説明可能であることを示した。また遺伝子頻度の変化を進化と考え、その要因の説明に努力が注がれた。
ロナルド・フィッシャーは生物統計学の統計手法と遺伝学を結び付けた。J・B・S・ホールデンは実際に野外で自然選択が働いていることを認めた。シーウォル・ライトは遺伝的浮動と適応景観の概念を提唱し、小集団における選択、浮動の効果を調べた。エルンスト・マイヤーは種分化のメカニズムを解明し、多くの種分化は地理的に隔離された個体群で起きると主張した。
こうした新たな学問分野の確立や研究の進展によって、ダーウィンの自然選択説を基本にしつつ、集団遺伝学、系統分類学、古生物学、生物地理学、生態学などの成果を取り入れて生物の形質の進化を説明することが主流になった。これを総合説（ネオダーウィニズム）と呼ぶ。
総合説に関わった生物学者は多く、唱えた説は少しずつ異なる。総合説を批判する論者は、総合説の中の特定の意見を総合説と見なして批判していることが多い。

#### ネオ・ラマルキズム
伝統的な総合説では、生物の進化は偶然に生じる突然変異に委ねられており、自然選択は有利な突然変異が生じなければ意味をなさない。このことに納得できない研究者が、生物自身が進化の方向を決めているはずだという説を出すことが再三あった。特に、長い期間の変化を追う古生物学者などにその例が多い。そのような考えをネオ・ラマルキズムと言う。
ネオラマルキズムは獲得形質の遺伝を進化の最も重要なメカニズムと見なし、ダーウィンを批判したイギリスの作家サミュエル・バトラーや、ドイツの生物学者エルンスト・ヘッケル、アメリカの古生物学者エドワード・コープらに支持された。獲得形質の遺伝はヘッケルの反復説の一部であった。ネオラマルキズムの批判者、例えばアルフレッド・ウォレスとアウグスト・ヴァイスマンは獲得形質の遺伝の強固な証拠が一度も提示されていないと指摘した。この批判にもかかわらず、獲得形質の遺伝は19世紀後半から20世紀序盤でもっとも人気のある説のままだった。
定向進化説を唱えたアイマーがこの代表である。彼は化石の記録を見て、生物に内在する力が原因で、適応的かどうかとは無関係に一定方向に進化が起こると主張した。今西錦司の進化論にもその傾向がある。
アウグスト・ヴァイスマンは、19世紀後半に生殖細胞と体細胞を分け、次世代に形質を遺伝させることができるのは生殖細胞だけで、体細胞が獲得した形質は遺伝しないと主張し、獲得形質の遺伝を唱えるネオ・ラマルキズムを批判した。また、分子遺伝学的知識からも、こうした説は否定されている。

### 分子生物学の登場
20世紀の半ばには分子生物学が興隆した。分子生物学は遺伝子の化学的性質を明らかにし、DNAの配列とそれらが持つ遺伝的暗号の関連を解明する道を拓いた。特にタンパク質電気泳動やプロテインシーケンスなどの強力な技術の発展が進んだ。1960年代初頭に生化学者ライナス・ポーリングとエミール・ズッカーカンドルは分子時計説を提唱した。二つの種の相同なタンパク質の配列の差異は、二つの種が分化してからの時間を示しているかも知れない。1969年までに木村資生やそのほかの分子生物学者は分子時計の理論的な基礎を確立した。そして、少なくとも分子レベルでは、大部分の突然変異は有害でもなく役に立ちもせず、遺伝的浮動は自然選択よりも遺伝子頻度の変動に重要な役割を果たすと主張した。またこの分野は集団遺伝学に分子データの利用をもたらした。
1960年代初頭から、分子生物学は進化生物学の伝統的な視点に対する脅威と見なされた。指導的な進化生物学者、特にエルンスト・マイヤー、テオドシウス・ドブジャンスキー、G.G.シンプソンらは分子的なアプローチが、特に自然選択との関わりについて（あるいは関わらないことについて）非常に懐疑的だった。分子時計と中立説は非常に論争的で、浮動と選択の相対的重要性に関する議論は1980年代まで続いた。

#### 中立進化
現在はそもそも突然変異と言われたゲノム上の変異はランダムではなく、DNAの修復機構や複製機構に根ざした、方向性のある変異であるという理解がされつつある。例えば大野乾は複製における遺伝子重複が進化に果たす役割を説き、古澤満は岡崎フラグメントによるDNA複製において、一方の鎖は突然変異の確率が高いという不均衡進化論を唱えるなど知られている。また、個体数動態の変動に伴う創始者効果やビン首効果、個体群の周辺に進化が起きやすいと言った生物の社会集団における動的不平衡に着目したものや、スチュアート・カウフマンのように自己組織化による形質形成を重視した説もある。こういった議論の下敷きになっているのは、1968年に発表された木村資生の中立進化説である。
中立説は、変異自体は生物にとって有利なものは少なく、実際は生物にとって有利でも不利でもない中立的なものが多いが、それが遺伝的浮動によって偶然広まることでも進化（中立進化）が起こると考え、適応進化については自然選択が原動力になると考える。モーガンも、中立説に似た考えを1932年に提唱したと言われている。
中立説は現在の進化学では非常に重要な位置を占める。例えば種分化の起きた時期を調べる分子時計はゲノムの自然選択が働いていない部分に注目するため、中立説を理論的根拠としている。近年発達した分子生物学のDNA研究によって、生物のDNAに刻まれている遺伝情報の類似性をもとに生物進化の系統図を構築する研究が進められている（分子系統進化学）。

### 20世紀後半

#### 遺伝子中心の視点
1960年代中頃に、ジョージ・ウィリアムスは生物の適応を「種の存続のため」と説明する立場を批判し、群選択論争を引き起こした。そのような説明は進化における遺伝子中心の視点によって置き換えられ、W.D.ハミルトン、G.R.プライス、ジョン・メイナード＝スミスらの血縁選択説に集約された。この視点はリチャード・ドーキンスの1976年の影響力のある著書『利己的な遺伝子』で概説された。古典的な群選択は非常に制限された状況でしか起きえないことが示されたが、その後でより洗練された新しいバージョン（マルチレベル選択説）が提案された。
1973年にリー・ヴァン・ヴェーレンはルイス・キャロルから引用した「赤の女王仮説」を提案した。ある種の生物が進化すれば、それに関わる他の生物（特に捕食者や被食者）も対抗適応を発達させ進化を続ける。このような視点は進化的軍拡競走と呼ばれる。ハミルトン、ウィリアムズらはこの考えが有性生殖の進化にも応用できるかも知れないと考えた。有性生殖によってもたらされる遺伝的多様性は、生活環が短く急速に進化する寄生生物への抵抗を維持することができ、そのために遺伝子中心の視点からは無駄が多いはずの有性生殖は一般的になりうる。遺伝子中心の視点はダーウィンの性選択説を甦らせ、近年では雌雄間の対立、親子の対立、イントラゲノミックコンフリクトに焦点が当てられている。

#### 社会生物学
W.D.ハミルトンの血縁選択の研究は社会生物学（行動生態学）の登場に寄与した。利他的行動の存在はダーウィンの時代から進化理論からは説明が困難であると考えられていた。1964年の論文はこの問題の解決を大きく前進させた。昆虫における真社会性（繁殖しない個体の存在）だけでなく、様々な利他的行動を血縁選択説は説明できる。利他的行動を説明する理論はさらに続いた。そのうちいくつかは（進化的に安定な戦略、互恵的利他主義）はゲーム理論に由来する。1975年にE.O.ウィルソンは影響力があり、非常に論争的でもある著作『社会生物学:新たなる総合』を出版した。その本でウィルソンは進化理論が人間も含む多くの動物の利他的な振る舞いを説明できると論じた。スティーヴン・ジェイ・グールド、リチャード・ルウォンティンを含む批判者は、社会生物学が人間の行動に関する遺伝的要因の影響を誇張していると批判した。またその主張はイデオロギー的偏見を含んでおり科学ではないと批判した。そのような批判にもかかわらず社会生物学の研究は続いた。1980年代以降のダーウィン・メダルとクラフォード賞生物科学部門の受賞者の半分以上がこの分野の研究者で占められる。
この分野の研究者の一部は行動に関わる遺伝子へ目を向け、分子生物学との交流を促した。その結果、生物の社会行動の分子的基盤を解明する分子生態学という新たな分野の誕生に繋がった。

#### 遺伝子の水平遺伝
細菌学は初期の進化理論では無視されていた。これは細菌、特に原核生物での形態的な特徴の欠如と、種概念が十分に整っていなかったことが原因であった。現在、進化の研究者はよりすぐれた微生物生理学と微生物生態学の理解を持っている。これらの研究で微生物の完全に予想とは異なるレベルの多様性があきらかになっており、それは微生物が地球の生命として支配的であることを示している。微生物進化の研究で特に重要な発見は1959年に日本で見つかった遺伝子の水平伝播である。バクテリアの異なる種間で行われる遺伝物質の伝達は薬剤耐性の進化の研究において重要な役割を果たした。近年ではゲノムに関する理解が進展し、遺伝物質の水平伝播がすべての生物の進化で重要な役割を果たしたことが示唆されている。特に、細胞小器官の起源を説明する細胞内共生説の一部として遺伝子の水平伝播は真核生物においても重要なステップであった。

#### 進化発生生物学
1980年代と1990年代には総合説は詳細な研究に注目した。進化生物学への構造主義的な視点はスチュアート・カウフマンやブライアン・グッドウィンのような生物学者からもたらされた。彼らはサイバネティクスと一般システム理論からアイディアを取り入れて、発生過程における自己組織化機構を強調し、進化にも直接作用する要因であると述べた。スティーヴン・ジェイ・グールドは発達過程における器官ごとの成長率の相対的な差が、進化における新しいボディプランの起源となるのではないかと考え、初期の進化理論の概念であったヘテロクロニーを甦らせた。遺伝学者リチャード・ルウォンティンはある生物の適応が最初から最後まで同じ選択圧の産物として誕生するのではなく、他の適応の偶然の産物として誕生することがあるのではないかと考え1979年に影響力のある論文を書いた。そのような構造の付帯的な変化を彼らはスパンドレルと呼んだ。のちにグールドとヴルバはそのような過程で得られる新しい適応構造を外適応と呼んだ。
発生に関する分子的なデータは1980年代から90年代にかけて急速に蓄積された。それは動物の形態的多様性が動物種ごとに異なったタンパク質によってもたらされるのではなく、多くの動物種で共通したわずかな一連のタンパク質によって起こされていることを明らかにした。それらのタンパク質は発生的な「ツールキット」として知られるようになった。このような視点が系統発生学、古生物学、比較発生学に影響を与え、進化発生生物学（エボ－デボ）と言う新たな分野を生み出した。この分野は現在表現型と発達的な可塑性に注目している。
例えばカンブリア爆発の基礎的な動物のボディプランの登場は、部分的には環境の変化に伴って起きた細胞同士の固有の組織化が原因で、そのあとの自然選択によって定着したかも知れないと示唆された。このようなアイディアは複数の著者によって論文集『Origination of Organismal Form』として出版された。

### 進化理論の発展
ダーウィンが提案した進化理論の中で、共通祖先からの進化、集団内の変異の変化によって生じる進化、種分化と分岐による生物多様性、適応進化における自然選択の役割は現在の進化学においても揺るぎのない枠組みとなっている。一方20世紀中盤に進化学に加わった中立説は分岐系統学に新たな証拠を提供し、自然選択の働かないランダムな進化過程のメカニズムを明らかにしようとしている。
現在、集団遺伝学、生態学、生物地理学、古生物学などの総合的な分野として発展してきた進化学は、さらに、分子生物学、進化ゲノム学(Evolutionary Genomics)、進化医学など、様々な分野の進展を取り込みながら、確立された科学の一分野として発展している。近年、発表される様々な報告や機構の提唱などは、基本的にダーウィンの考えた大まかな進化の枠組みを基盤として、さらに発展させる方向に進んでいる。
しかし、一部の学者はダーウィニズムやネオダーウィニズムを原理主義であると考えており、科学ではないと言う見解がある。

## 「進化」「evolution」という語
英語の evolution という語は元来ラテン語起原で、内側に巻き込んでおいたものを外側に展開することを意味しており、現在でも「展開」の意味で使われる。最初にこの概念が生物学に援用されたのは、発生学の前成説においてであり、個体発生に際して「あらかじめ用意された個体の構造が展開生成する」プロセスを指していた。今日の日本語で「進化」と翻訳されるような系統発生のプロセスを指す語としての evolution は、個体発生のこの概念を系統発生に対して援用したものである。みずからの進化論において定められた方向への「進歩」を意図していなかったチャールズ・ダーウィンは、当初かれ自身はこの語を積極的に採用していない。
19世紀頃は、進化は進歩と同義であった。その頃のヨーロッパではフランス革命や啓蒙思想などの普及によって、人間社会が発展のさなかであり、多くの人がそれが生物の進化と同じものであると主張していた。それは神による創造の原点こそが最高の状態で、歴史のプロセスはそこからの堕落による神からの離反であるととらえるキリスト教的生命史観のもたらす不安からの救済思想でもあった。
進化論は拡大解釈がされてきた。進化論を引用して「最も強い者でも最も賢い者でもなく、変化できる者が優れている」というような俗説が広められているが、実際には1963年にアメリカの経営学者レオン・メギンソンが、ダーウィンの『種の起源』を読んだ感想を論文の中に書いたものである。
20世紀後半には、社会的、文化的変化が進歩と厳密に同義であるという考え方は多くの社会科学者から受け入れられないものとなっている。また現在では一般的に、ダーウィンの進化の説明の解釈についても、生物の変化は進歩とは異なるものとして捉えられている。
19世紀以降は、進化と言った時は、社会や文化のそれでなく、生物の進化を指す。この生物の進化とは、ある生物の集団がある世代から次の世代に代わるときのアリル頻度の変化を意味する。それは、簡単に言えば、すなわちチャールズ・ダーウィンの自然選択のアイデアに基づく種の進化論そのものでもある。「進化」は、単に事実を記述する語に過ぎないのであって、それ自体が価値判断を含むわけでなく、その意味で「進歩」とは異なるのである。にもかかわらず、進化と進歩の混同、事実と規範の混同はしばしば見られ、後述するソーシャル・ダーウィニズムもその誤解の産物であった。
現在の日本において、一般的に「進化」という言葉が使われている場合、学術的に厳密な「進化」ではなく「進歩・グレードアップ」というニュアンスで用いられ、本来の「進化」もそうであるかのように誤解されている。このため⽇本⼈間⾏動進化学会は2020年に「『⾃然の状態』を、『あるべき状態だ』もしくは『望ましい状態だ』とする⾃然主義的誤謬」とする声明を出した。

## 進化論と人文社会科学

### 社会進化論
19世紀後半にハーバート・スペンサーは自然選択説を社会に適用して、最適者生存によって社会は理想的な状態へと発達していくという社会進化論を唱え、ヘッケルは国家間の競争により、社会が発達していくという社会進化論を唱えた。スペンサーは生物は下等から高等へと進歩していくというラマルクを高く評価していたと言われており、進化に目的や方向性はないと考えるダーウィニズムではないと思われる。その主張は優生学とも異なる。その例によくあげられるナチズムは進化論の原理原則とは対立しており、関連付けるのは不可能である。
以下のナチズムの主張は進化論とは全く相容れない。
- 人為的に他民族を絶滅し、固定化する→分化、多様性や変異の否定
- 優等人種であるアーリア人と劣等人種であるユダヤ人の生殖では前者の形質が後者に劣ってしまう→適者生存の否定
- 進化の原動力は意志→適応や順応などの否定

20世紀後半には、エドワード・オズボーン・ウィルソンがその著作『社会生物学』（1975）のなかで、進化論的社会生物学が将来、人間についての社会科学に大きな影響を及ぼすだろうという展望を述べて、大論争をひきおこした。その初期の批判のなかには、ウィルソンや社会生物学の主張をナチズムにむすびつけたものもみられたが、論争を通じて、そうした批判は誤解にもとづくものであることが次第にあきらかになった。この論争の経緯については、社会学者ウリカ・セーゲルストローレがその著作『真理の擁護者たち』（邦訳『社会生物学論争史』）のなかで詳細かつバランスよくまとめている。

## 進化論と宗教
創造論は聖書やクルアーンといった経典内の創造主による創造を主張する。創造論については多くの説があるため、項目参照のこと。
「生物は進化する」というテーゼは現在では学会で科学的仮説として受け入れられているが、宗教や国によっては信仰的、社会的に受け入れられているとは限らず、アメリカには進化論裁判の例がある。アメリカ合衆国の南部などいくつかの州では、プロテスタントの一部に根強い聖書主義の立場から進化論が否定されている。ケンタッキー州には、進化論を否定する創造博物館が建てられている。
カトリック教会では1996年10月にローマ教皇ヨハネ・パウロ2世が、「進化論は仮説以上のもので、肉体の進化論は認めるが、人間の魂は神に創造されたもの」だと述べた。つまり、人間の精神活動の源泉たる魂の出現は、進化論的過程とは関係ないとする限定つきで、進化論をキリスト教と矛盾しないものと認めた。1950年の回勅「フマニ・ゲネリス」（en:Humani generis）でも、生物としての肉体の起源の研究である限りは許容されているが、この回勅の時点では、進化論は未証明の学説とされ否定的に扱われており、進化論を既に実証されたものとして扱う立場が批判されている。1958年に刊行されたフランシスコ会訳『創世記』の解説では、進化論が誤りであることが明らかになった、という記述がなされている。その後ヨハネ・パウロ2世の次の教皇ベネディクト16世は「進化論は全ての問いに答えていない」と否定的な認識を示した。しかしさらに次の教皇フランシスコは「神は、自然の法則に従って進化するように生物を創造した」と進化論は創造論と矛盾しない見解を示した。
近年アメリカ合衆国のいくつかの州において、創造論が明確に学校教育に持ち込まれようとしている。1980年代には裁判で創造論の理科教育への持ち込みを禁ずる判決が出された。そのために、「神による創造を科学的に解明する」運動が創造科学として湧き上がった。しかし創造科学も創造論と同様に科学ではなく宗教であるという連邦裁判所の判決が下された。
米世論調査企業ギャラップ（Gallup）が2010年2月11日に発表した調査結果によると、進化論を信じていると答えた米国人は40％であり、過去10年間に行われた調査においても、44-47％の人が、神が過去1万年ほどの間に、人間を現在のような形で創造したと信じていると答えている。
その後、創造科学運動は、宇宙や生命を設計し創造した存在を認めるインテリジェント・デザイン説（ID説）を公教育に取り入れようとする動きがある。インテリジェント・デザインでは、極めて精妙な生物の細胞や器官のしくみを例に挙げて、「複雑な細胞からなる生体組織が進化によってひとりでにできあがったとは考えられない。従って創造に際しては『高度な知性』によるデザインが必要であった」といった主張がなされている。また創造科学と同様に創造論に科学的根拠を持たせようと試みているが、運動の中心は「くさび戦術」と呼ばれるものである。これはインテリジェント・デザインの科学的妥当性を立証するのではなく、進化論の不十分な点、まだ説明できない生物の現象を強調する。ジョージ・W・ブッシュは「平等のために進化論のみならずインテリジェント・デザインも学校の理科の時間に教えるべきだ」と述べたが、翌日報道官が撤回した。2005年11月、カンザス州教育委員会は多数決の結果ID説の立場を採り、進化論を「問題の多い理論」として教える科学教育基準を採決した。この決定にあたり、ID説を支持する創造科学者たちを批判するために作られたパロディ「空飛ぶスパゲッティ・モンスター教団」が登場し、ネット世論を大いに沸かせた。インテリジェント・デザインはペンシルベニア州ドーバー学区における裁判で、宗教であり科学ではないと指摘された。
保守的なイスラム教でも進化論は否定される。イスラーム原理主義の方針をとるアラブ イスラーム学院のウェブサイトには進化論を否定する文章が掲載されている。実態は変態に近いと言えるポケットモンスターの進化もハラーム扱いを受け、カードを交換して収集するポケモンカードゲームの遊び方がイスラムで禁じられる賭博にあたるとされたことも併せて、保守的なイスラム諸国ではポケモンのゲームやグッズの販売制限が行われるに至った。詳しくはポケットモンスター#関連事件・批判の「イスラム諸国」の欄を参照。トルコのエルドアン政権は2017年、公立学校の義務教育課程で進化論を教えないことを決めた。「進化論の理解には哲学的な素養が必要で、児童・生徒には難し過ぎる」との理由を挙げているが、世俗主義者からは批判が出ている。
なお、イスラム系新宗教バハイ教のアブドゥル・バハーも書簡の中で進化論を否定している。
エホバの証人も明確に進化論を否定している。
創造論においては、生物の遺伝による変化は認められている。たとえば、色の黒い人からは黒い子供が生まれ、背の高い人の子供は背が高くなることが多いとか、トラとライオンは共通の先祖を持ち、一方は縞のある個体群に分かれ、一方はたてがみをもつ個体群に分かれたので、両者は姿が似ており、先祖は同じであろうとか、その程度の考え方は認めている。（つまり創造説を取るが、現生の生物数百万種が一度に創造されたのではなく、ある程度は共通の先祖にさかのぼりうるとしているのである。エホバの証人は、全ての陸上生物はノアの時代の大洪水によって全て滅びたと信じており、ノアの箱舟に乗せられた一つがいずつのみが生き残ったと信じている。その場合、哺乳類だけでも4000種以上もある、全ての陸上動物を一種類ずつ、大型タンカー程度の大きさの箱舟に乗せることなど、物理的に不可能である。よって、すべての種を一つがいずつ乗せたのではなく、ある程度の共通の先祖にあたる動物たち数百種を一つがいずつ乗せたのであるとしていて、現生動物はそれらの子孫たちであるとしている。ただしその場合、たかだか5000年のうちに任意の数百種一つがいずつの動物たちが、現在見られるだけの多様性と個体数に増えていることになり、むしろ進化論者以上に、速い速度での種の変化を支持している事になる。）ただしそのような変化は「進化」ではないとし、例えば、魚類が両生類に、爬虫類が鳥類になるといった構造器官が根本から変わるような進化は否定している。（ただし、そのような変化と進化の境界線は明確にはしていない。）
法輪功では、進化論否定が中国共産党批判と結びつけて展開されており「大紀元時報」には進化論を否定する記事が掲載されている。
このようにアブラハム系を中心として諸宗教からの反対を受けてきた歴史のある進化論であるが、オカルトやニューエイジの分野では教義そのものへの取り込みが行われてきた。意識や霊的性質（霊性）の進歩・向上を「進化」と呼称するのが代表的な例である。ルドルフ・シュタイナーやブラヴァツキー夫人のように、著書のなかで神秘学的な教義に基づいた人類進化の過程を記した人物もいる。
生物学者の中には敬虔な信仰を持つものもおり、その一部は生物の進化を神の創造の過程と見なしている。この中には遺伝学者テオドシウス・ドブジャンスキー、現代では分子生物学者フランシス・コリンズなどが挙げられる。また他の一部は理神論を信じ、生物の進化と信仰を両立させている。
イギリスの進化生物学者・動物行動学者であるリチャード・ドーキンスは2006年の著書『神は妄想である』のなかで、進化論の考えからすれば神の存在する蓋然性はありえそうにないとした。

## 進化論の学説・概念
- ダーウィニズム
- ネオダーウィニズム
  - 自然選択説－選択 (進化)
    - 群選択
    - 血縁選択

  - 性選択
- 中立進化説
- 種分化
- 用不用説
- 今西進化論
- 断続平衡説
- ウイルス進化説